# Pernille Nygaard
Pernille Nygaard (kendt fra sine sprogblomster i tv-serien Paradise Hotel sæson 8; født 13. oktober 1990 i Frederikshavn, Nordjylland) Tv-personlighed, Cand.jur.
Hun har været aktuel i diverse Tv-programmer siden 2012 hvor hun medvirkede i TV3's realityserie Paradise Hotel sæson 8.
Hun har medvirket i serien selvoptaget på DR3, som var nomineret i kategorien "bedste karakterdrevne serie" hvor man fulgte 4 kendte dansker og, fokus var hermed bagsiden af det gode liv som kendis.
Sidenhen har hun medvirket i et utal af programmer.

## Karriere
Pernille Nygaard deltog i Paradise Hotel sæson 8 samt Paradise Hotel Reunion. Senere hen har hun deltaget i diverse Tv-programmer. "Divaer i junglen"," 6 på date", "Mig og min mor" i dette program blev Pernilles mor Jane Christensen kendt for at sige "Det plejede far at gøre"
Derefter deltog hun kort i Dagens mand på TV3, Ex on the Beach på Discovery Chanel.
Hun er på nuværende tidspunkt aktuel i Tv-serien "Good Luck Guys" på Prime video - Amazon.

## Privatliv
Pernille er mor til Emily Nygaard Andersen, som hun har sammen med en ukendt kæreste.
I 2015 mistede Pernille forældremyndigheden, efter lang kamp i retten om samvær, bopæl og forældremyndighed.
Pernille blev uddannet cand.jur. fra Aalborg Universitet 2022. Efter hun blev kendt i Danmark for at være dum, ville hun modbevis det udsagn.
I november 2022 afbrød Pernille forlovelsen til hendes daværende kæreste Mikkel Nielsen Herefter begynder Pernille Nygaard, at date med TV og Nyhedsvært Kåre Quist.

## Realityprogrammer
- Paradise Hotel - sæson 8, (2012)
- Paradise Hotel - Reunion, (2012)
- Divaer i junglen (2013)
- Selvoptaget Dr3 (2014)
- Mig og min mor, sæson 6 (2015)
- Ex on the Beach (2019)
- Good Luck Guys (2023)

## Diskografi
Singler
- "Shopaholic" (2013)
- "Sommerfugl" (2015)